# Sunnyside, Georgia
Sunnyside är en ort i Ware County i delstaten Georgia, USA.